# Tango (Musikrichtung)
Tango ist eine Musikrichtung, deren Zentren Buenos Aires, Argentinien, und Montevideo, Uruguay, sind. Heute gibt es hauptsächlich drei Stilrichtungen: Den Tango im 4/8-Takt, die Milonga im 2/4-Takt und den Vals im 3/4-Takt. Weitere Stilrichtungen sind z. B. Candombe (mit afrikanischen Einflüssen) und Canyengue. 
Tango-Musik wurde ab etwa 1920 in alle Teile der Welt exportiert (insbesondere nach Europa und Japan in den jeweiligen Tango-Modewellen), in vielen Ländern musikalisch adaptiert und zu eigenständigen Kunstformen weiterentwickelt (siehe hierzu Europäischer Tango und Finnischer Tango). In die E-Musik wurde der Tango insbesondere durch das Werk von Astor Piazzolla integriert. Aktuell findet man auch Ansätze, den Tango mit Pop-Strömungen zu verbinden (siehe Electrotango).  
Zur Kunstform des Tango kommen neben der Musik noch der lyrische Anteil der Textdichtung und die Interpretation im Tanz hinzu. 

## Geschichtliche Entwicklung
Der Tango, wie er 1911 nach Europa kam, entstand zwischen 1850 und 1900 in Argentinien und Uruguay als eine Melange vieler Musikformen aus der Konfrontation europäischer Musikstile (italienische Musik, polnische Polka etc.) mit lateinamerikanischer Musik (Milonga, Habanera) und afrikanischer Rhythmik (Candombe). Der Name Tango ist vermutlich entlehnt aus dem wesentlich älteren, in Spanien praktizierten, erstmals 1814 in einer Chronik der Stadt Cádiz erwähnten, andalusischen Tango, der Mitte des 19. Jahrhunderts auch in Argentinien populär war. Der Tango im Sinne dieses Artikels entwickelte sich in Argentinien jedoch in eine andere Richtung als der Tango flamenco.
Der harmonische Unterbau des Tangos ist europäisch, die Rhythmik beinhaltet jedoch z. T. afrikanische und lateinamerikanische Vorbilder (der Rhythmus der Habanera stammt von afrikanischen Rhythmen ab). Die ersten Tangos wurden im 2/4-Takt notiert; spätestens ab etwa 1920 wurde allerdings der ruhigere 4/8-Takt bevorzugt. Die Spielweise der Tango-Orchester ist teilweise polyphon und zwischen den Instrumentengruppen weitgehend gleichberechtigt, in der Form, dass sich die Instrumente in ihrer Funktion als Rhythmusinstrument oder als tragende Instrumente für Thema und Contrecanto abwechseln können.
Seit den 1920ern haben sich zwei Strömungen in der Entwicklung des Tangos herauskristallisiert: Eine traditionelle, die an die Ursprünge des Tangos angelehnt ist und die Betonung auf einen markanten Rhythmus und einfache Harmonien mit wenigen solistischen Interpretationen legt, sowie eine zweite Strömung, die auf der Suche nach neuen Möglichkeiten ist. Sie ist meist kammermusikalisch angelegt und führt teilweise neue Instrumente und Rhythmen ein. Die erste Linie ist typisch für die Orchester von Francisco Canaro, Edgardo Donato, Francisco Lomuto, Roberto Firpo, die zweite Linie ist die von Osvaldo Fresedo, Julio De Caro, Pedro Maffia.

## Interpretationspraxis
Ein typisches Tango-Orchester (sogenanntes Sexteto típico) besteht aus einem Klavier, einem Kontrabass, zwei Violinen und zwei Bandoneóns. Je nach musikalischer Ausrichtung sind jedoch weite Variationen in der Instrumentierung möglich, dies reicht von minimalen Instrumentierungen (Bandoneón solo) bis zu den in der goldenen Tangozeit (um 1940) üblichen Mammutorchestern (Orquestas Típicas) mit teilweise über 30 Musikern, von denen dann wiederum etwa ein Drittel Bandoneonisten waren. Dieses für den Tango so wichtige Instrument wurde von Einwanderern um 1880 importiert und versinnbildlicht im Klangbild den melancholischen Charakter des Tango. Weiterhin klingt das Bandoneon in den höheren Lagen wie eine Violine, was das Zusammenspiel mit diesen vereinfacht und interessant gestaltet. Die Spieltechnik und der Einsatz des Klangcharakters in der Instrumentierung waren nicht festgelegt und  wurden in der ersten Hälfte des zwanzigsten Jahrhunderts bis zur Virtuosität entwickelt. Das Klavier wurde von Roberto Firpo in das Tangoorchester eingeführt, während der Kontrabass durch die Integration eines Jazz-Bassisten in das Orchester von Francisco Canaro zum festen Bestandteil des Tango-Orchesters wurde.
Neben rein instrumentellen Interpretationsformen gibt es auch die Formen des Tango estribillista und des Tango canción, bei welchen ein Sänger/eine Sängerin das Orchester bereichert oder instrumentell begleitet wird. Der bekannteste und verehrteste Tango-Sänger ist Carlos Gardel.
Ab Anfang der 1940er Jahre hatten viele Tango-Interpreten eine so große technische Virtuosität erreicht, dass vielen von ihnen Verträge mit philharmonischen Orchestern in Buenos Aires und anderswo eingingen (z. B. Orchestern des Teatro Colon). 
Der Einfluss von professionellen Arrangeuren hat den Charakter der bekanntesten Orchester wesentlich geprägt. Einige der wichtigsten Beispiele sind Argentino Galván, Hector Bartolo, Miguel Nijensohn, Osmar Maderna usw. Die ersten Arrangeure arbeiteten mit den Orchestern von Caló, Troilo, Pugliese, Francini-Pontier, Fresedo und Elvino Vardaro. Die bekanntesten Orchester gründeten Osvaldo Pugliese, Aníbal Troilo, Carlos Di Sarli und Juan D’Arienzo (the big four). Auch Astor Piazzolla formierte 1946 sein eigenes Orquesta típica. 
Bis in die fünfziger Jahre war Tango die Musik und der Tanz aller Gesellschaftsschichten Argentiniens. In der Zeit nach dem Sturz des argentinischen Präsidenten Juan Perón 1955 durch das Militär schwand auch die Popularität der Tangomusik – sie galt in dieser Zeit des Umbruchs als „Musik der Alten“ und unmodisch. Die letzten großen Orquestas verschwanden um das Jahr 1960.

## Musiker (Auswahl)

### Bandoneonisten
- Osvaldo Fresedo
- Pedro Laurenz
- Astor Piazzolla
- Luis Stazo
- Aníbal Troilo

### Pianisten
- Rodolfo Biagi
- Carlos Di Sarli
- Roberto Firpo
- Osvaldo Pugliese

### Violinisten
- Francisco Canaro
- Juan D’Arienzo

### Gitarristen
- Luis Borda

### Sänger
- Lidia Borda
- Luis Cardei
- Carlos Gardel

## Tänze und Tanzstile
- Tango Argentino
- Milonga
- Vals
- Tango Nuevo
- Electrotango
- Deutscher Tango
- Finnischer Tango
- Tango (Standardtanz)